# Sattur
Sattur är en ort i Indien.   Den ligger i distriktet Virudhunagar och delstaten Tamil Nadu, i den södra delen av landet, 2 100 km söder om huvudstaden New Delhi. Sattur ligger 66 meter över havet och antalet invånare är 31 856.
Terrängen runt Sattur är mycket platt. Runt Sattur är det tätbefolkat, med 331 invånare per kvadratkilometer. Närmaste större samhälle är Sivakasi, 17,4 km nordväst om Sattur. Trakten runt Sattur består till största delen av jordbruksmark.